# Aránzazu (1814)
El bergantín Aránzazu (Nuestra Señora de Aránzazu, Aranzazú o Aranzazu) fue un buque de la Armada Española (en origen buque mercante) que, tras ser capturado, pasó a formar parte de la escuadra de las Provincias Unidas del Río de la Plata, siendo partícipe de la Guerra de la Independencia y las guerras civiles.

## Historia
Construido probablemente alrededor del 1800 en Brasil, en 1804 operaba como buque mercante propiedad de Martín Elordi, hasta que en 1807 fue incorporado a la Real Escuadra con base en el Apostadero de Montevideo. Formó parte de la escuadra leal a España que comandada por el capitán de fragata Jacinto de Romarate derrotó a la primera escuadra patriota en el Combate de San Nicolás de 1811, y durante la Campaña Naval de 1814 enfrentó a la segunda escuadra al mando de Guillermo Brown en el combate de Martín García librado entre el 10 y el 15 de marzo de 1814 y a la división ligera al mando de Tomás Nother en el Combate de Arroyo de la China.
Tras la rendición de la plaza realista el 23 de junio, Romarate entregó sus fuerzas. 
El Aranzazú fue llevado a Buenos Aires ese mismo mes para su remate permaneciendo al mando del teniente Juan Brown. Al fracasar su venta, fue incorporado a la flota de Buenos Aires en agosto de 1814 al mando del capitán Tomás Harding. 
En 1815 fue rearmado con 2 cañones de a 18 lb y 6 carronadas de a 8 lb, y al mando del capitán Ángel Hubac participó de las operaciones sobre la provincia de Santa Fe comandadas por el capitán Juan José Vicente Barbas. Al producirse en abril de ese año la revolución de Carlos María de Alvear fue la nave capitana de Guillermo Brown, siendo luego destinada como capitana a la escuadrilla comandada por su comandante Ángel Hubac en apoyo de las operaciones de Viamonte sobre Santa Fe.
En 1816 montó dos cañones de a 18 lb y 4 de a 6 lb, y se incorporó a la escuadrilla de Matías de Irigoyen en apoyo de la campaña del coronel Eustaquio Díaz Vélez. Tras el fracaso de la operación, pasó a Buenos Aires para su rearme, bajo el control del piloto Manuel García.
Al mando del sargento Pedro Mom participó de la expedición al mando del coronel Luciano Montes de Oca contra la provincia de Entre Ríos, tras lo que pasó a rearme bajo el control del Patrón Manuel Rodríguez.
Nuevamente al mando de Hubac, dio apoyo a las expediciones de Marcos y Juan Ramón Balcarce contra Gervasio Artigas y en septiembre contra Santa Fe.
Tras permanecer estacionada en San Nicolás de los Arroyos, fue rearmada con 2 piezas de a 18 lb y 8 de a 8 lb y al mando del ahora teniente coronel Hubac en febrero de 1819 atacó en conjunto con el Chacabuco una batería terrestre en Santa Fe, perdiendo la mitad de su tripulación.
El 31 de diciembre de ese año fue atacado por sorpresa en la desembocadura del río Colastiné por canoas al mando del artiguista Pedro Campbell. En el asalto, Hubac recibió heridas que le ocasionarían luego la muerte. Asumió el mando su segundo, el capitán Francisco José Seguy, quien pudo rechazar el ataque, así como un segundo asalto en febrero del siguiente año.
Entre marzo y mayo volvió a estacionarse en San Nicolás, regresando luego a Buenos Aires. Tras ser dañado en agosto por un temporal y reparado en balizas interiores, encabezó el siguiente año la escuadrilla al mando de Matías Zapiola en operaciones contra Entre Ríos. Tras la derrota y muerte de Manuel Monteverde a manos de una división de la escuadra de Buenos Aires comandada por el capitán Leonardo Rosales en la boca del Colastiné el 26 de julio y la firma del Tratado de San Nicolás del 28 de agosto, el Aranzazú regresó a Buenos Aires. Destinado a patrulla, al mando del capitán Calixto Silva en diciembre de 1822 fue situado estacionario en el Canal Exterior y destinado a la detención de presos políticos. En 1823 fue situado en el fondeadero de Los Pozos con similar uso.
En 1824 pasó al Resguardo manteniendo un comando militar. Al mando del teniente Antonio Toll primero y de Calixto Silva luego, se utilizó como pontón en el Riachuelo.
En 1828 fue desguazado y sus maderas se utilizaron para reparar el muelle de Barracas.